# 바리구

바리 향의 위치

바리구(한국어: 팔리구, 중국어 정체자: 八里區, 병음: Bālǐ Qū, 백화자: Pat-lí-hiong)는 중화민국 신베이시의 구이다. 넓이는 39.4933km2이고, 인구는 2015년 8월 기준으로 37,400명이다.

## 지리
바리 구는 타이베이 분지의 서북단, 단수이허의 하구 서안에 위치하고 있다. 동북쪽은 단수이허을 사이에 두고 단수이 구와, 서쪽은 린커우 구와, 남쪽은 관인 산을 사이에 두고 우구 구와 각각 접하고, 서북쪽은 타이완 해협에 면한다. 지형의 약 2/3은 구릉지이며, 그 외에는 평탄한 연해부로 분류할 수 있다.

## 역사
명대의 1605년, 스페인인이 단수이허를 거슬러 올라가 타이베이 분지에 도착했을 때, 무만번사의 3대 부락(현재의 신주 현, 이란 현 일대)을 항복시켜 지배하에 두었다. 그 중의 지명에 'Parecuchu'가 있고 이것이 바리(八里)로 전와 했다고 여겨진다. 또 다른 설로는 1358년경에 바리 지역에서 활동하고 있던 원주민인 'Arieun'이 전와 한 것이라고 전해진다.